# Génération introvertie
La Génération introvertie (内向の世代, Naikō no sedai) désigne un groupe d'auteurs japonais née dans les années 1930, et ayant accédé à la notoriété entre 1965 et 1974. 
Des auteurs comme Yoshikichi Furui, Meisei Gotō, Keizō Hino, Kuroi Senji, Kunio Ogawa, Hiroshi Sakagami, Yūichi Takai, Yūichi Takai sont régulièrement associé à ce groupe d'auteurs.